# Roberto Landi
Roberto Landi (Forlì, 20 febbraio 1956) è un allenatore di calcio ed ex calciatore italiano, di ruolo portiere.

## Caratteristiche tecniche

### Allenatore
Predilige l'utilizzo del 4-4-2, senza tuttavia rifiutare altri moduli improntati a mantenere il maggior equilibrio possibile tra fase offensiva e difensiva. È considerato un abile comunicatore e motivatore dei propri giocatori.

## Carriera

### Giocatore
Dopo aver militato nel Ravenna negli anni Settanta, nel 1979 lascia l'Italia per approdare nella North American Soccer League, su suggerimento di Francesco Morini. Durante la sua esperienza nordamericana, milita nei Vancouver Whitecaps e nei Chicago Sting, prima di passare per un'annata ai sudafricani del Kaizer Chiefs. In seguito torna negli Stati Uniti con i New York Cosmos, di cui diventa anche dirigente dopo la chiusura della NASL. Rientrato in Italia, conclude la carriera nelle serie inferiori, con Cervia, Morciano e Ospedaletto.

### Allenatore
Terminata la carriera agonistica, intraprende quella di allenatore, inizialmente come preparatore dei portieri della Nazionale di calcio degli Stati Uniti, durante il campionato del mondo 1990 e il campionato del mondo 1994. Tra il 1993 e il 1997 allena la Marignanese, nel campionato di Promozione, e contemporaneamente avvia un'attività di albergatore.
Nel 1997 viene chiamato dalla federazione calcistica georgiana, inizialmente per ricoprire l'incarico di commissario tecnico della Nazionale caucasica, e in seguito come allenatore della nazionale Under 21. Dopo una breve parentesi sulla panchina del Baracca Lugo, torna ad allenare una nazionale giovanile, in Lituania.
Nel 2003 ottiene la UEFA Pro Licence, e all'inizio del 2005 viene chiamato sulla panchina del National Bucarest: con la formazione della capitale raggiunge il quarto posto nella Divizia A 2004-2005, venendo eletto miglior allenatore del campionato. Riconfermato anche per la stagione successiva, si dimette nel mese di settembre dopo cinque partite di campionato per diventare allenatore della Nazionale di calcio del Qatar impegnata nelle qualificazioni per le Olimpiadi di Pechino, al posto di Philippe Troussier. Con la nazionale del Golfo partecipa anche ai Giochi dell'Asia Occidentale del 2005.
Nel 2006 diventa allenatore del Sopron, nella massima serie ungherese: viene esonerato dopo tre partite, in seguito alla sconfitta contro il Gyor. Dopo essere stato in predicato di allenare il Port Vale, l'11 giugno 2008 venne nominato allenatore dei Livingston F.C., squadra della Scottish First Division controllata da una cordata italiana. Nei primi mesi la squadra offre un buon rendimento, e Landi viene premiato come miglior allenatore della Lega nel mese di agosto 2008; nel prosieguo della stagione le prestazioni peggiorano portando all'esonero nel mese di dicembre, con un ruolino di 11 vittorie, un pareggio e 10 sconfitte tra campionato e coppe.
Nel 2009 allena il Royale Union Saint-Gilloise, club belga di terza divisione: anche in questo caso l'esperienza si conclude con un esonero nel mese di dicembre. Nel gennaio 2011 viene chiamato a sostituire temporaneamente Bertalan Bicskei come commissario tecnico della Nazionale di calcio della Liberia, a causa dei problemi di salute dell'allenatore ungherese, e firma un contratto trimestrale rifiutando un'offerta del Crystal Palace. Nei mesi successivi viene riconfermato definitivamente nell'incarico, dopo la morte di Bicskei, con un contratto triennale. Viene duramente criticato a causa dei risultati negativi ottenuti (due vittorie in 8 partite), delle frequenti assenze dalla Liberia e della mancata convocazione di giocatori militanti nei campionati europei, e nel giugno 2012 viene esonerato dall'incarico. A causa di ciò intenta una causa contro la Federazione liberiana, ottenendo un risarcimento di 200.000 dollari nel maggio 2014.
Nell'agosto 2013 viene assunto come allenatore dell'Al Tersana, club di Tripoli partecipante alla massima serie del campionato libico di calcio.

## Palmarès

### Giocatore

#### Competizioni nazionali
- North American Soccer League: 1

Vancouver Whitecaps: 1979